# Museu de la Naturalesa i l'Home
El Museu de la Naturalesa i l'Home (MNH), inaugurat a mitjan dècada dels noranta, és un projecte expositiu que pertany a l'Organisme Autònom de Museus i Centres del cabildo de Tenerife, la seu del qual està situada en l'immoble neoclàssic que fou l'antic Hospital Civil de la ciutat de Santa Cruz de Tenerife (Tenerife, Illes Canàries, Espanya). Integra el Museu Arqueològic de Tenerife, l'Institut Canari de Bioantropologia i el Museu de Ciències Naturals de Tenerife. El museu està en el centre de la ciutat, situat a l'antic Hospital Civil, un edifici que constitueix una mostra de l'arquitectura neoclàssica de Canàries, el qual va ser declarat Bé d'Interès Cultural (BIC) amb la categoria de monument el 1983.
Aquest museu conté la major col·lecció existent sobre la cultura guanxe de Tenerife i a més inclou un dels sistemes de conservació i exhibició de restes humanes momificades més exigents del món, segons va anunciar el 2006 el cabildo de Tenerife amb un comunicat. Així mateix, és un museu de fama internacional perquè ha participat en reunions internacionals sobre arqueologia, encara que la seva fama es deu sobretot a la formidable col·lecció de mòmies guanxes i a la seva gran qualitat de conservació. Per aquest motiu, el Museu de la Naturalesa i l'Home és un referent a nivell mundial pel que fa a conservació de mòmies. A més, és considerat com el complex museístic més important de la Macaronèsia.

## Història
El Museu de la Naturalesa i l'Home està format per tres grans organismes científics: el Museu Arqueològic de Tenerife, l'Institut Canari de Bioantropologia i el Museu de Ciències Naturals de Tenerife.

### Museu arqueològic de Tenerife (MNHA)

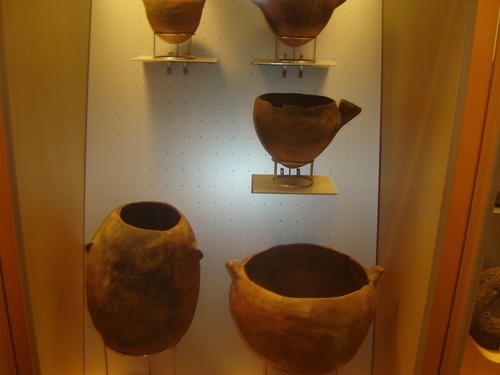
Atuells guanxes en les vitrines del museu

Fundat el 1958 amb fons procedents la secció d'Arqueologia i Antropologia del Museu Municipal de Santa Cruz de Tenerife (avui dedicat a les Belles arts), de la Comissaria Provincial d'Excavacions Arqueològiques, del Gabinet Científic de Santa Cruz de Tenerife i de les adquisicions de petites col·leccions com les de l'antic Museu Vila Benítez, *Vallabriga, casa Ossuna i aportacions de particulars. Va ser el 1974 quan el museu passa a la seva actual seu, a l'edifici de l'antic Hospital Civil de la ciutat.
El seu primer director i comissari provincial va ser Luis Diego Cuscoy, que en una única col·lecció va integrar tots els materials arqueològics i restes humanes de la prehistòria de Tenerife. Durant la dècada dels anys seixanta, s'incrementen els fons amb materials d'altres àmbits geogràfics (Sàhara, etnografia africana i arqueologia precolombina americana, aquesta última secció conté una rica mostra de cultures precolombines com: asteques, maies, olmeques, tolteques, etc.). Destaquen sobretot la col·lecció de mòmies guanxes i el món funerari aborigen (sala del Món Funerari). Actualment, el museu reuneix restes arqueològiques de la prehistòria tant de Tenerife com de la resta de l'arxipèlag canari. El recorregut per la primera planta conclou amb un espai dedicat als gravats rupestres a Canàries, en el qual s'han instal·lat un parell d'ordinadors per poder fer consultes sobre els jaciments existents. En el museu també es troben alguns ídols guanxes.
Durant els anys vuitanta es produeix una profunda remodelació: s'incrementa el personal científic i augmenten els fons arqueològics de Tenerife amb les col·leccions de *Mazuelas, *Massanet, Santiago Melián, Santiago de la Rosa i Hermógenes Afonso de la Cruz (Hupalupa). El seu actual director és Rafael González Antón.

#### Col·lecció de restes momificades

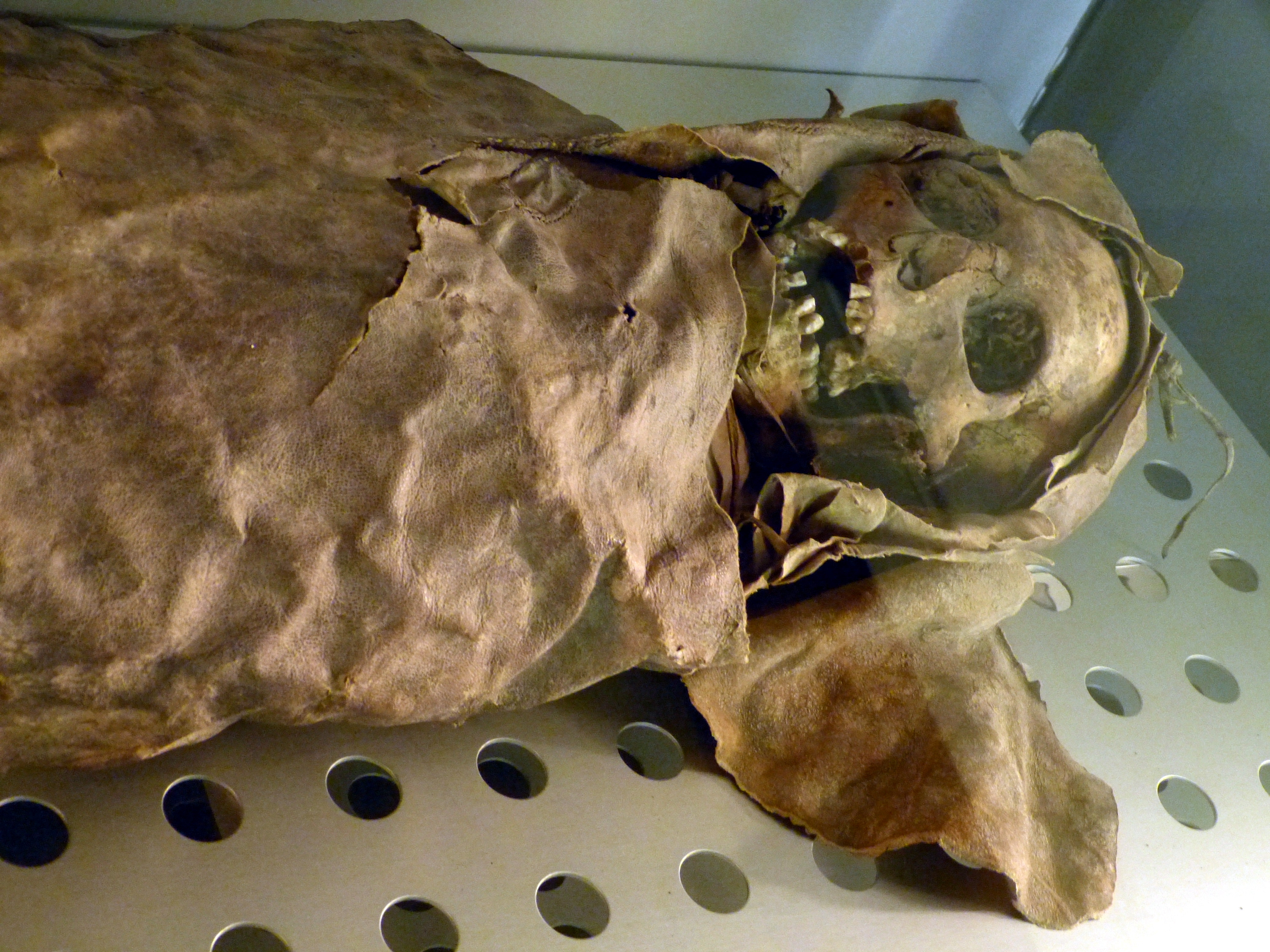
Mòmia guanxe en el museu de la Naturalesa i l'Home de Santa Cruz de Tenerife

En l'espai museogràfic destaca la secció dedicada a l'arqueologia i al món funerari aborigen. Aquest museu també té una gran col·lecció de cranis guanxes no momificats, col·locats en una immensa vitrina, així com cranis de cabres que els guanxes enterraven en les tombes dels seus reis (menceys). El 2003, es van incorporar al museu dues mòmies guanxes que es trobaven en un museu de Necochea (Argentina). També s'exhibeixen atuells de ceràmiques guanxes i àmfores romanes i de l'Egea, a més d'altres artefactes arqueològics com la pedra Zanata.
Les mòmies i restes momificades són:
- Mòmia femenina de 20 a 24 anys, trobada en el barranc de Badajoz (Güímar).
- Mòmia masculina de 25 a 29 anys, trobada a La Orotava.
- Avantbraç momificat, se'n desconeix la procedència.
- Crani amb restes momificades, trobat a Roque Blanco (La Orotava).
- Crani momificat amb embolcalls de pell de cabra, trobat en el massís d'Anaga (Santa Cruz de Tenerife).
- Mòmia d'un nen de 7-8 anys embolicat en pells de cabra, trobat en la Reserva Natural Especial del Barranc de l'Infern (Adeje).
- Mòmia de San Andrés, cos momificat d'un home de 25 a 30 anys, cobert parcialment amb pell de cabra amb 6 tires que l'envolten. Mòmia trobada a San Andrés (Santa Cruz de Tenerife).
- Mòmies guanxes de Necochea d'entre 20 i 24 anys, embolicades en pell de porc, trobades en el barrancc d'Erques a Güímar i repatriades el 2003 des de l'Argentina.
- Mòmies guanxes de Necochea de 25 i 29 anys i constitució robusta. La mòmia apareix amb les cames encongides i va ser descoberta en el barranc d'Erques de Güímar i repatriada el 2003 des de l'Argentina.
- Mòmia de fetus a terme, trobada en la costa d'El Sauzal.
- Mòmia de fetus de 5 a 6 mesos de vida intrauterina, se'n desconeix la procedència.
- Un peu momificat, se'n desconeix la procedència.
- Una mà momificada, se'n desconeix la procedència.
- Dos cranis momificats, se'n desconeix la procedència.
- Mòmies de dues dones d'entre 25 i 30 anys i d'un home d'entre 30 i 35 anys. Van ser trobades a Araia (Candelaria, Santa Cruz de Tenerife) i La Orotava i repatriades el 2010 des del Museu Reverte Coma de Madrid.

#### Peces destacades

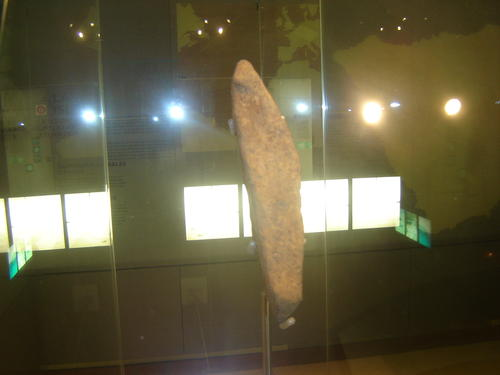
Pedra Zanata, objecte amb inscripcions púniques situat en una de les vitrines del museu

La seva formidable col·lecció va des de mòmies, aixovars funeraris, adorns, maquetes d'assentaments aborígens i ceràmica. Des dels inicis de la cultura guanxe a la conquesta de Canàries, algunes de les seves principals peces són:
- Mòmies guanxes.
- Pedra Zanata (pedra amb inscripcions punicoamazigues).
- Ceràmica i aixovar.
- Animals dissecats.
- Àmfores mediterrànies i de l'Egea, trobades en les costes canàries.
- Tretze atuells egipcis de 5.700 anys d'antiguitat, un dels quals és la peça més antiga d'aquesta civilització en un centre espanyol.[8]

### Institut Canari de Bioantropologia (MNHB)

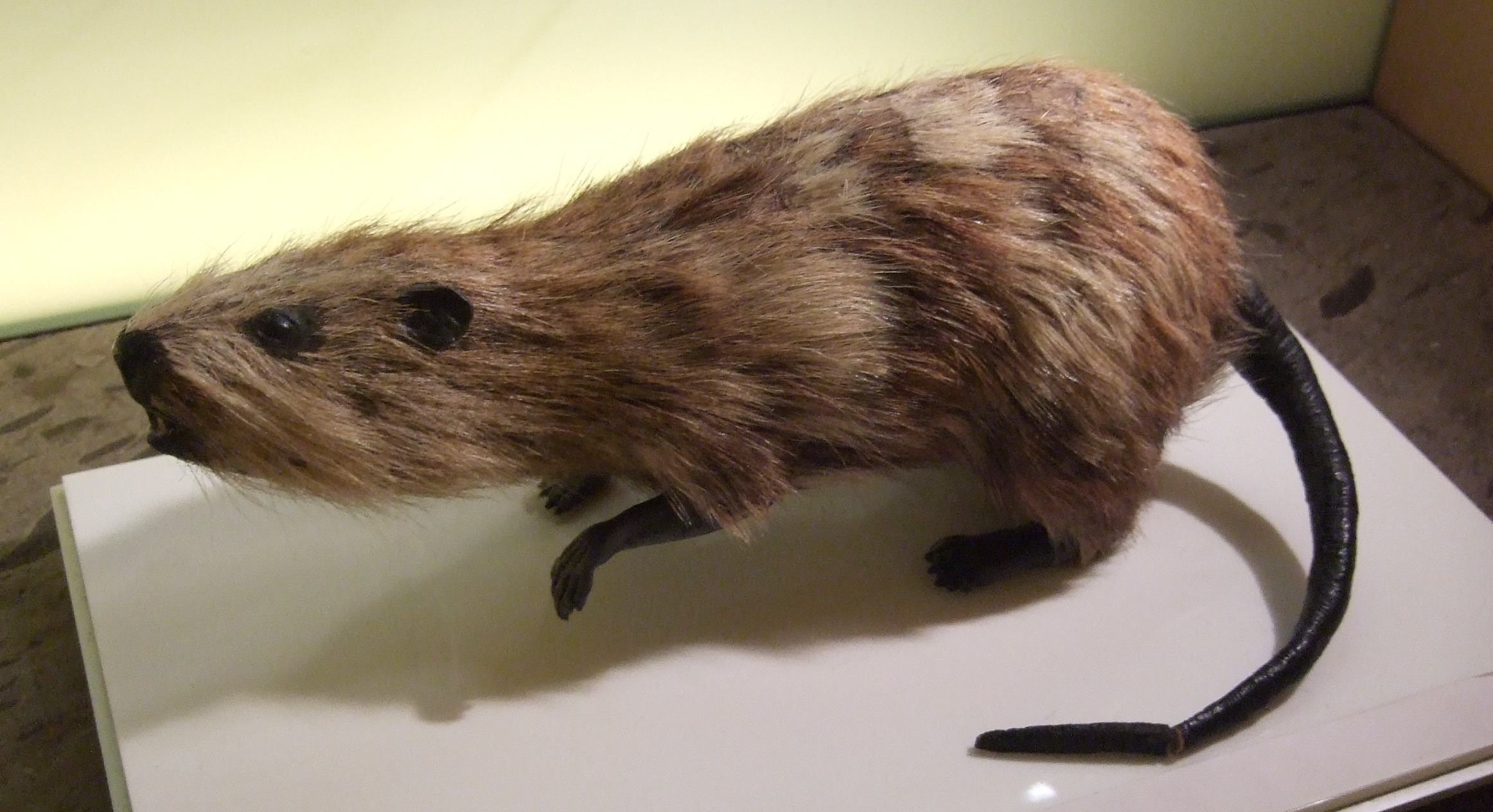
Reconstrucció d'un Canariomys bravoi o rata gegant de Tenerife, situat en el museu juntament amb fòssils d'aquest animal extint

Va ser creat el 30 de desembre de 1993. Es concep com un centre especialitzat en estudis bioantropològics, tant en el seu vessant paleobiològic com de les poblacions vives, i antropològic forense, que duu a terme els seus estudis a les Illes Canàries, participant en recerques sobre altres àmbits geogràfics i culturals.
Les seves funcions són: recerca de les característiques de la població canària des de la prehistòria; formació de personal especialitzat en les àrees de les quals s'ocupa; promoció, facilitació i atenció de les consultes que se li sotmetin; divulgació de l'antropologia biològica i forense entre les institucions públiques i públic en general; l'impuls de la cooperació entre les institucions ocupades en aquesta matèria; col·laboració amb centres especialitzats en projectes de recerca, acadèmics i d'intercanvi científic; i cooperació en la custòdia i estudi del patrimoni canari.
En aquesta secció es troben animals dissecats com: aus, rèptils, mamífers i altres espècies tant de Canàries com d'altres parts del món, i una rica varietat de fòssils d'animals prehistòrics tant de llangardaixos primitius gegants de Canàries (com els fòssils de Lacerta maxima i Gallotia goliath) com d'altres animals insulars extints (com fòssils de la Canariomys bravoi, la rata geganta de Tenerife i Geochelone burchardi, la tortuga gegant de Tenerife), a més de fòssils de Trilobites i una dent d'un Megalodon -tauró prehistòric extint-. El seu director actual és Conrado Rodríguez Martín.

### Museu de Ciències Naturals de Tenerife (MNHC)
Fundat el 1951 com a centre obert a la col·laboració amb la comunitat científica internacional, està dedicat a la conservació, recerca i difusió de la gea -minerals-, flora i fauna dels arxipèlags macaronèsics.
El museu reuneix abundants col·leccions paleontològiques, marines, botàniques, entomològiques i de vertebrats terrestres en molt bon estat de conservació, i la considerada com la millor Biblioteca Naturalística de Canàries. El seu director és Lázaro Sánchez-Pinto Pérez-Andreu.

Vista panoràmica del Museu de la Naturalesa i l'Home

## Projectes

### Projecte Cronos

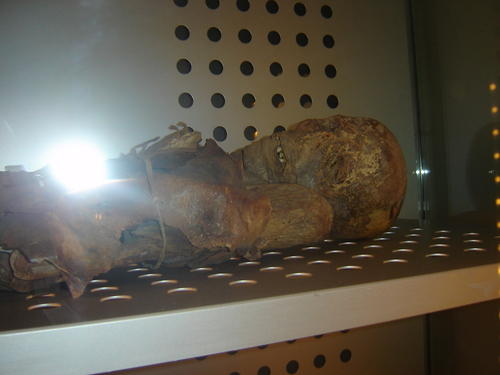
Mòmia de Sant Andreu, una de les millor conservades del museu

El 1992, el Museu de la Naturalesa i l'Home va participar en un magne projecte de recerca, en col·laboració amb prestigioses institucions científiques nacionals i internacionals sobre les restes momificades i esquelètiques que alberguen les seves col·leccions. Aquest projecte, denominat genèricament Projecte Cronos, Bioantropologia de les mòmies guanxes, incloïa un projecte de recerca, una exposició mundial de mòmies, la celebració del Congrés Mundial d'Estudis sobre Mòmies, i la creació de l'Institut Canari de Bioantropologia com a centre dedicat específicament als estudis bioantropològics, paleobiològics i antropologicoforenses.

### Participació en projectes
El Museu Arqueològic de Tenerife va participar en la Gran Exposició sobre mòmies el 2010 que es va celebrar a Granada. L'exposició va disposar de peces procedents de diverses civilitzacions i entorns geogràfics: les mòmies americanes Chinchorro, de 8.000 anys d'antiguitat; també va haver-hi una representació dels sarcòfags d'Egipte, de mòmies de les zones àrides dels Andes, dels pantans de Dinamarca, dels homes dels gels -com la mòmia d'Ötzi-, les que cada cert temps apareixen en els cementiris espanyols i les mòmies guanxes d'aquest museu.

## Documentals rodats en el museu
Diversos documentals d'història i arqueologia han filmat les sales i mòmies del museu, així el 2009 un equip de la cadena estatal de televisió japonesa NHK -Nippon Hoso Kyokai- i un altre de la productora nord-americana JWM Productions mitjançant la UNESCO -per a Discovery Channel- van coincidir en el museu, on van prendre imatges de peces destacades de les col·leccions, i foren assessorats pel personal científic del museu sobre alguns aspectes de la cultura canària.

## Canvi de nom
Al novembre de 2018, el Museu de la Naturalesa i l'Home canviar oficialment el seu nom a 
Museu de la Natura i l'Arqueologia, suprimint la paraula "Home" per fer-lo més inclusiu amb la societat. No obstant això, segueix sent més conegut pel seu nom antic.

## Informació general
A continuació es detalla informació bàsica del Museu de la Naturalesa i l'Home incloent-hi els horaris i les sales d'exhibició:

### Horari
- De dimarts a dissabte de 9:00 a 20:00 h.
- Diumenge, dilluns i festius de 10:00 a 17:00 h.

### Condicions per a grups
- Els grups entre 10 i 30 persones poden accedir al museu de dimarts a dissabte prèvia cita telefònica.
- L'entrada val 3 euros, exceptuant els diumenges que és gratis.

### Sales d'exhibició
El Museu de la Naturalesa i l'Home presenta dos grans circuits expositius, el de les Ciències Naturals i el d'Arqueologia, que al seu torn es divideixen en àrees:

#### Primera planta
- Arqueologia:
  - Cultura, descobriment i població.
  - Les col·leccions.
  - Arqueologia de Tenerife.
  - Gravats rupestres de Canàries.
  - Aula didàctica.
- Ciències Naturals:
  - Evolució i especiació.
  - Botànica.
  - Invertebrats terrestres.
  - Vertebrats terrestres.
  - Aula didàctica.
  - Unes bestioles singulars.

#### Segona planta
- Arqueologia:
  - Canàries al llarg del temps.
  - Les col·leccions.
  - Prehistòria de Canàries.
  - Antropologia biològica.
  - Aula didàctica.
  - Galeria.
- Ciències naturals:
  - Conservem el nostre patrimoni.
  - Minerals, roques i fòssils.
  - Biologia marina.
  - Aula didàctica.
  - Meteorits.